# Vincenzo Dall'Osso
Vincenzo Dall'Osso (Imola, 22 febbraio 1929 – Imola, 6 settembre 2015) è stato un pugile italiano, olimpionico a Helsinki 1952 e campione europeo di pugilato dilettanti a Milano 1951 nei pesi gallo.

## Carriera
Vincenzo Dall'Osso ha combattuto esclusivamente tra i dilettanti. Dà i primi pugni nella palestra pugilistica Cogne di Imola.
È stato Campione italiano dei pesi gallo a Bologna, nel 1951 e a Trieste, nel 1952. Nella stessa categoria è stato Campione europeo a Milano nel 1951. In tale occasione ha battuto nei quarti di finale lo jugoslavo Radoslav Radanov, in semifinale l'ungherese Janos Erdei e in finale, sempre ai punti, il nordirlandese John Kelly, futuro campione europeo tra i professionisti.
Ha partecipato ai Giochi della XV Olimpiade a Helsinki nel 1952. Ha battuto ai punti al primo turno l'egiziano Ibrahim Abdrabbou, per poi perdere nei quarti di finale, sempre ai punti, di fronte all'irlandese John McNally.
È stato 15 volte maglia azzurra.